# Sömnmedel
Sömnmedel eller hypnotika avser läkemedel som används vid insomningsproblem och sömnsvårigheter. Bland sömnmedel skiljer man på sömntabletter och insomningstabletter:
Sömntabletter kallas de sömnmedel med kraftigare effekt som används vid kombination av insomningssvårigheter och många uppvaknanden. De flesta sömntabletter är bensodiazepiner eller bensodiazepinderivat. Ett undantag är dock propiomazin (Propavan), vars effekt vanligen håller i sig i 6 till 12 timmar, ibland längre. Dåsighet på morgonen/halva dagen är därför en vanlig biverkan.
Insomningstabletter, vars effekt endast håller i sig i 30 till 60 minuter, används vid enbart insomningssvårigheter. Ett exempel på insomningstabletter är melatonin i enkel beredning (ej depotberedning under namnet Circadin, som tillhör gruppen sömntabletter).
De flesta sömnmedel är receptbelagda och flera kräver särskild receptblankett.
Sedativa läkemedel är en typ av sömnmedel.
Somliga sömnmedel, till exempel mirtazapin och amitriptylin, används även som antidepressivum.

## Bensodiazepiner
- Midazolam (Dormicum, endast som injektionsvätska i Sverige eller munhålelösning i spruta, även hos tandläkare i oral lösning)
- Nitrazepam (Apodorm)
- Triazolam (Halcion som avregistrerades i Sverige 2017, men används fortfarande i andra länder och ska kunna fås på licens i särskilda fall)
- Alprazolam (xanor)

Andra bensodiazepiner som Diazepam (Stesolid, Valium) och Oxazepam (Sobril, Oxascand) kan användas, men är mindre vanliga eftersom den sedativa effekten är mindre.

## Bensodiazepinderivat och besläktade läkemedel
- Zaleplon (Sonata avregistrerat)
- Zolpidem (Stilnoct)
- Zopiklon (Imovane)

## Övriga
- Propiomazin (Propavan)
- Melatonin (Circadin)
- Alimemazin (Theralen)
- Prometazin (Lergigan)
- Hydroxizin (Atarax)
- Mirtazapin (Remeron)
- Amitriptylin (Tryptizol)

## Receptfria naturläkemedel
- Valerina (Neurol, Baldrian-Dispert)